# Мейштович, Александр Эдуардович
Александр Эдуардович Мейштович (пол. Aleksander Meysztowicz, 8 декабря 1864, Поневежский уезд,  Ковенская губерния — 14 февраля 1943, Рим) — российский и польский политический деятель.

## Биография
Родился в 1864 году в имении Поиосьце. Происходил из потомственных дворян Ковенской губернии.
По окончании среднего образования поступил на военную службу, каковую прошёл в 9-м Драгунском Елисаветградском полку.
В 1891 году он был уволен в отставку с чином поручика, после чего поселился в родовом имении Поиосьце, в Поневежском уезде Ковенской губернии, где и посвятил себя сельскому хозяйству и общественной деятельности.
В 1900 году при основании Ковенского общества сельского хозяйства, Мейштович был избран его вице-председателем, а в 1904 году — единогласно — почетным членом этого общества. В обществе, под его руководством, всесторонне был разработан и освещен вопрос о расселении деревень и устройстве эмеритальных касс для сельскохозяйственных рабочих. По его инициативе были также образованы: Ковенское общество взаимного от огня страхования, комитет разведения скота Голландской породы и целый ряд других сельскохозяйственных союзов, послуживших к объединению деятельности сельских хозяев.
В 1902 году принимал деятельное участие в Поневежском уездном и в Ковенском губернском Комитетах о нуждах сельского хозяйства и с.-хоз. промышленности, которым представил целый ряд рефератов. Мейштович являлся автором целого ряда статей экономического и политического содержания. С кредитным вопросом он ознакомился, будучи членом правления Виленского земельного банка. С 1907 года он также состоял почётным мировым судьей.
В члены Государственного Совета избирался 25 сентября 1909 года, 2 октября 1910 года и 12 октября 1913 года. В Совете примкнул к группе центра. В 1909/10 гг. состоял членом финансовой комиссии; в 1910/11 и 1911/12 гг. — членом комиссии законодательных предположений и комиссии о праве застройки; въ 1911/12 гг. — членом комиссии о военно-чиншевом владении губерний Западных и Белорусских.
В 1921-1922 годах — председатель временной правящей комиссии Срединной Литвы.
Со 2 октября 1926 года по 22 декабря 1928 года — министр юстиции и главный прокурор в правительстве Юзефа Пилсудского. Александр Мейштович был сторонником польской экспансии на Восток и полонизации белорусов. Мейштович утверждал:

Белоруссия самой историей предназначена быть мостом для польской экспансии на Восток. Белорусская этнографическая масса должна быть переделана в польский народ. Это приговор истории; мы должны этому способствовать
В 1939 году уехал в Рим, где умер 4 года спустя.